# (16135) Ivarsson
(16135) Ivarsson est un astéroïde de la ceinture principale.

## Description
(16135) Ivarsson est un astéroïde de la ceinture principale. Il fut découvert le 9 décembre 1999 à Fountain Hills (Arizona) par Charles W. Juels. Il présente une orbite caractérisée par un demi-grand axe de 2,81 UA, une excentricité de 0,16 et une inclinaison de 3,3° par rapport à l'écliptique.

## Compléments